# 賈景德
贾景德（1880年8月28日—1960年10月21日），字煜如，号韬园，山西泽州府沁水县人（今山西晋城市沁水县端氏镇人）:603。晚清末科進士，中華民國政治人物，曾任行憲後第2任考試院院長。

## 生平
清光绪六年（1880年，民國前31年），生于山西泽州府沁水县（今山西晋城市沁水县）；光绪二十九年（1903年），於山西鄉試中举人:603；光绪三十年（1904年），中甲辰恩科进士，為三甲第四十名。
清宣统元年（1909年），派任黑龙江巡抚署民政吏治幕僚长。
民國元年（1912年），任山西都督府秘書監。
1912年～1914年，任晉北軍政執法處處長；1917年～1926年，任山西省政府政務廳廳長；1927年，任山西省政府警務處處長；1926年～1933年，任國民革命軍第三集團軍秘書長；1928年～1932年，任平津衛戍總司令部秘書長；1932年～1938年，任太原綏靖公署秘書長。
1939年任國防最高委員會黨政工作考核委員會委員。
1939年～1942年，為行政院顧問；1941年～1948年，任國民政府銓敘部部長。1946年～1947年，任制憲國民大會代表。1948年～1960年，第1屆國民大會代表。1948年～1949年，考試院副院長。1949年3月~6月，任行政院副院長。1949年～1950年，任行政院秘書長。1952年4月~1954年8月，第2任考試院院長。1954年8月，被蒋中正聘為總統府資政。1960年10月21日，因心臟病於臺北市病逝，终年80岁。安葬於五股西雲寺旁之五股示範公墓。

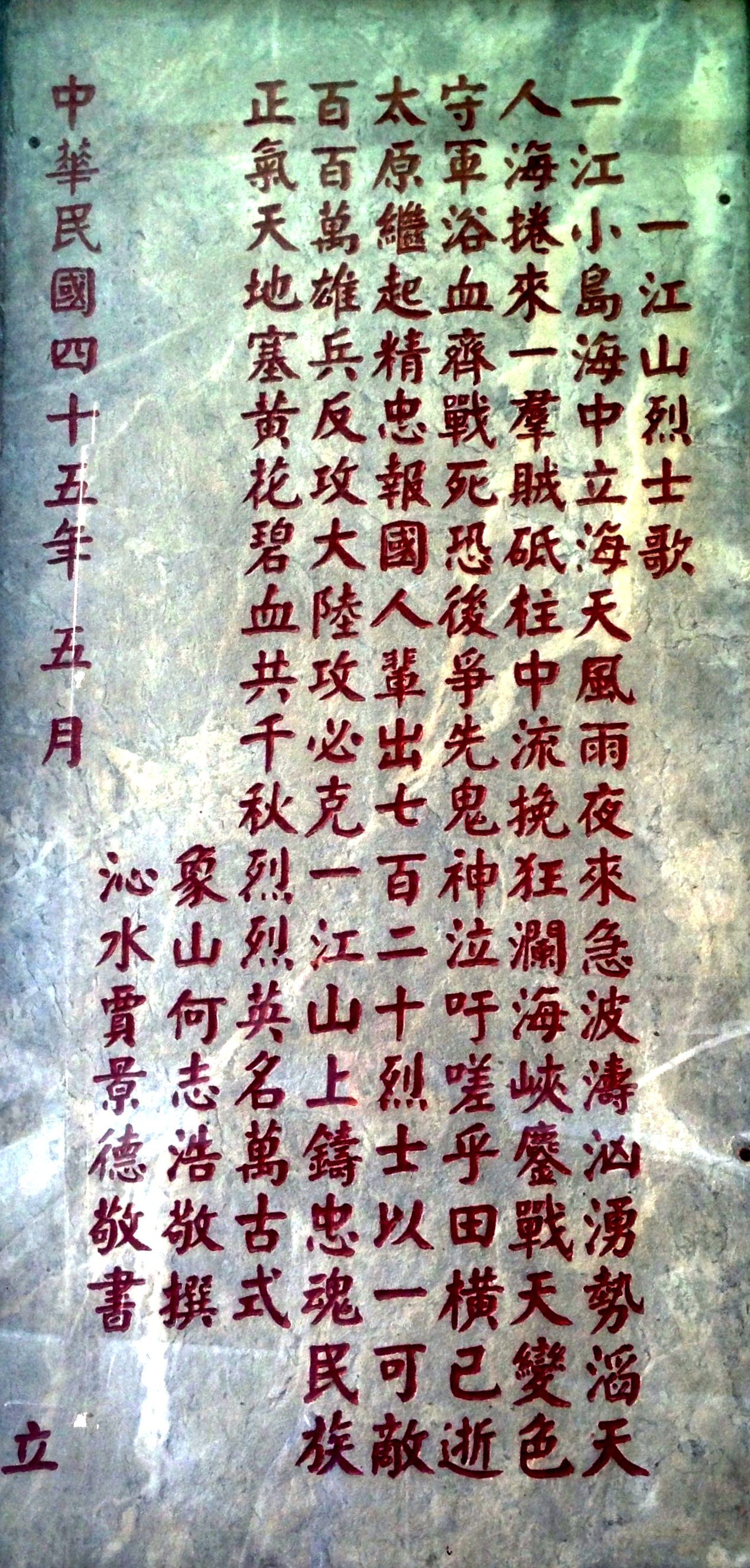
位在新北市中和區一江新城，刻有何志浩創作、賈景德書寫的〈一江山烈士歌〉。

其祖墓在今山西晋城市沁水县端氏镇坪上村西印斗坪山腰，为沁水县文物保护单位。

## 著作
贾景德善詩詞，主要著作有《韬园诗集》、《韬园文集》，并撰《沁县贾氏茔庙石刻文稿》等。